# Molí Blanc
El Molí Blanc és un antic molí paperer de Torrelavit (Alt Penedès), situat a 288 m a l'est de Can Comas, prop del Riu de Bitlles. Està protegit pel Pla Especial Urbanístic de Protecció dels Molins Paperers de Torrelavit, del 2013.

## Descripció
De planta rectangular, està compost de planta baixa i dos pisos, el superior era utilitzat com a assecador dels papers. Presenta les obertures disposades simètricament a totes les façanes, en fileres de vuit a nivell del primer pis i de dotze al pis superior a les façanes de llevant i de ponent, més estretes, i de dotze a nivell del primer pis i setze a nivell del pis superior a les façanes nord i sud, més allargassades. L'antiga porta d'accés, més ample que les finestres, es troba a la planta baixa de la façana de llevant, situada a la part esquerra d'aquesta, amb una sola finestra al seu costat esquerre, i cinc més al dret. Totes les obertures són d'arc carpanell. L'aparell constructiu dels murs de l'edifici és fet en maó, típic en construccions industrials. A la banda sud, el molí té adossat un altre edifici, reconvertit per a ús residencial, té la planta quadrada, amb planta baixa, pis principal, segon pis i golfes, amb teulada de teula àrab a doble vessant amb el carener paral·lel a la façana principal, orientada al sud-est i cantoneres de carreus de pedra. Presenta una disposició simètrica de les obertures, amb porta d'arc carpanell al centre de la planta baixa, finestra quadrada a la banda esquerra i un curiós portal de carreus de calcària, relativament ben escairats als muntants i irregulars a l'arc rebaixat superior. Al primer pis hi ha tres finestres disposades a sobre les obertures de la planta baixa, totes tres amb marc de calç de color blanc; la del centre és una porta amb barana, les laterals són finestres quadrades. Al pis superior hi ha vuit finestres estretes d'arc carpanell. A la façana oest hi ha una altra porta d'accés situada a l'extrem esquerre, amb tres finestres més alineades a la seva dreta. A nivell del primer pis hi ha vuit finestres d'arc carpanell, i a la part superior, corresponent a les golfes, n'hi ha cinc, més petites.

## Història
Possiblement es tracta del Molí de Baix que s'esmenta al fogatge de 1553, quan era un molí draper. Posteriorment s'anomenà Molí Blanc i canvià a molí paperer, molt més rendible.